# Stor-Abborrtjärnen (Råneå socken, Norrbotten, 736543-174996)
Stor-Abborrtjärnen är en sjö i Bodens kommun i Norrbotten och ingår i Råneälvens huvudavrinningsområde.